# Matsucoccus sinensis
Matsucoccus sinensis är en insektsart som beskrevs av Chen 1937. Matsucoccus sinensis ingår i släktet Matsucoccus och familjen pärlsköldlöss. Inga underarter finns listade i Catalogue of Life.